# Bolsa de Valores de Colombia
La Bolsa de Valores de Colombia (BVC) es una bolsa multi-producto y multi-mercado que administra los sistemas de negociación y registro de los mercados de acciones, renta fija, derivados, divisas, OTC y servicios de emisores en Colombia. Fue creada el 3 de julio de 2001, tras la fusión de la Bolsa de Bogotá (1928), la Bolsa de Medellín (1961) y la Bolsa de Occidente (Cali, 1983). Desde 2011, la BVC forma parte del Mercado Integrado Latinoamericano (MILA).
Se encarga de proveer soluciones tecnológicas al sector financiero, de generar información centralizada de mercado y valoración de activos, y participa en toda la cadena de valor de la industria bursátil mediante participaciones accionarias en el Depósito Centralizado de Valores (Deceval), la Cámara de Riesgo Central de Contraparte (CRCC) y en la Cámara de Compensación de Divisas (CCDC). Tiene oficinas en Bogotá, Medellín y Cali, y mediante los Puntos bvc hace presencia, a través de convenios con universidades y cámaras de comercio, en 19 ciudades del país.

## Mercados
Existen cuatro mercados principales de operación en la Bolsa de Valores de Colombia:
1. El mercado de renta fija donde se negocian principalmente bonos del gobierno y bonos de empresas privadas.
2. El mercado de renta variable, donde se negocian las acciones de compañías inscritas en el mercado público de valores.
3. El mercado de divisas, donde se negocia el intercambio de la moneda colombiana frente al dólar estadounidense, que se realiza a través de la filial SET ICAP.
4. El mercado de derivados estandarizados donde se negocian Futuros (sobre tasa de cambio COP/USD, bonos del Gobierno Nacional, Acciones y el Índice COLCAP), Opciones (sobre Acciones y tasa de cambio COP/USD) y Overnight Indexed Swaps Estandarizados sobre el Indicador Bancario de Referencia (IBR).

## Operación
Para ingresar a cualquiera de los mercados que opera la Bolsa de Valores de Colombia es necesario abrir una cuenta con cualquier firma comisionista de bolsa, que son sociedades anónimas, que tienen la capacidad de asesorar a personas naturales, jurídicas e incluso estatales en la toma de decisiones de inversión sobre diferentes alternativas que les ofrece el mercado de valores, tales como: acciones, renta fija, derivados, divisas, fondos de valores, administración de portafolios, administración de valores, corresponsalías y banca de inversión. Están bajo la inspección y vigilancia de la Superintendencia Financiera y su actividad está claramente reglamentada. En Colombia son los únicos autorizados para desarrollar el contrato de comisión; es decir, que pueden realizar, por cuenta de un tercero (inversionistas), pero a nombre propio, un negocio, recibiendo por su servicio un pago, denominado comisión. La mayoría de las firmas comisionistas de bolsa requieren que sus clientes ordenen la compra y venta de activos en las oficinas o por teléfono con sus traders.

## Avances
Desde el 18 de abril de 2007 se puso en marcha la operatoria a través de internet con Correval E-trading para el público en general, de las acciones inscritas en la Bolsa de Valores de Colombia, que hasta esa fecha solo podían ser adquiridas de forma presencial, por teléfono o por intermedio de un ordenante. Hoy en día siete firmas ofrecen el acceso por E-Trading a sus clientes (Credicorp, Corredores Davivienda, BTG Pactual, Global Securities, Valores Bancolombia y Acciones y Valores). También se destaca la entrada en operación, desde el 30 de mayo de 2011 del Mercado Integrado Latinoamericano, MILA, que es el resultado del acuerdo firmado entre la Bolsa de Comercio de Santiago, la Bolsa de Valores de Colombia y la Bolsa de Valores de Lima, así como de los depósitos Deceval, DCV y Cavali, para crear un mercado regional de negociación de títulos de renta variable de los tres países. En noviembre de 2014 la BVC lanzó el primer Swap OIS estandarizado en Colombia, permitiendo así la cobertura frente a los movimientos de política monetaria por medio del IBR. Desde febrero de 2017 la BVC cuenta con un Mercado de Opciones Estandarizadas (sobre Acciones y desde el IIS17 sobre la tasa de cambio peso dólar).

## Volumen negociado
La BVC es la cuarta bolsa con mayor volumen de activos negociados de América Latina y la sexta del mundo, por su volumen de negociación en títulos de deuda pública. De considerar únicamente el volumen transado en acciones, la BVC quedaría en cuarto puesto después de BM&F Bovespa (Brasil), Bolsa de Comercio de Santiago (Chile) y la Bolsa Mexicana de Valores (México). Es la cuarta bolsa de América Latina en cuanto al volumen de su mercado de derivados estandarizado.

## Mercado de Derivados Estandarizados
En septiembre de 2008 la BVC lanzó el Mercado de Derivados Estandarizado con los primeros Futuros de Bono Nacional cuyo subyacente son los Títulos de Tesorería del Gobierno Nacional. Actualmente se encuentran listados Futuros sobre 12 acciones (Ecopetrol, PFBancolombia, Éxito, Nutresa, Cemargos, PFCemargos, PFAval, Isa, Grupo Suramericana, PFGrupo Suramericana y Grupo Argos), Futuros sobre el Índice COLCAP, Futuros sobre Referencias Específicas de Bonos del Gobierno con vencimiento desde 2018 hasta 2032 y Futuros sobre la Tasa Representativa del Mercado de la tasa de cambio Peso/Dólar. En 2014 la BVC lanzó el Mercado de Swaps Estandarizado con un Overnight Indexed Swap sobre el Indicador Bancario de Referencia (IBR). Desde febrero de 2017 la BVC cuenta con un Mercado de Opciones Estandarizadas (sobre Acciones y desde el IIS2017 sobre la tasa de cambio peso dólar). De esta forma la BVC completa las tres principales familias de derivados que se negociacian en la actualidad en las bolsas.
El Mercado de Derivados de la BVC cuenta con 33 miembros entre los cuales están diferentes Sociedades Comisionistas de Bolsa, Bancos, Corporaciones Financieras, Fondos de Pensiones y Sociedades Fiduciarias.
La Cámara de Riesgo Central de Contraparte de Colombia realiza las funciones de compensación y liquidación de las operaciones de los derivados estandarizados negociados en la BVC, mitigando así el riesgo de contraparte y brindándole seguridad a todos los participantes.
El volumen diario se ha mantenido desde 2015 hasta 2017 en COP500 mil millones (USD166 millones), un volumen significativo para el grado de desarrollo del mercado de capitales colombiano. Los contratos más negociados son los Futuros de Tasa de Cambio y los Futuros sobre Referencias Específicas de Bonos del Gobierno. El Open Interest se ubica cerca a los 75.000 contratos que equivalen a una posición abierta de aproximadamente COP11 billones, compuesta en su mayoría por las posiciones nocionales en el Futuro OIS.
En la actualidad se cuenta con esquemas de Creadores de Mercado en los Futuros sobre Referencias Específicas de Bonos del Gobierno y el Índice COLCAP.

## Área de Supervisión
La Superintendencia Financiera es la entidad pública encargada de realizar las funciones de inspección, vigilancia y control del sistema financiero y todos sus actores, con el fin de preservar su estabilidad, seguridad y confianza y, garantizar la protección de los inversionistas, ahorradores y asegurados. Es además la entidad que expide y aprueba las reglas de conducta, califica los intermediarios y aprueba los instrumentos de inversión y vigila la rentabilidad de estos acorde a las condiciones del mercado, coberturas de riesgo. También solicita información oportuna, suficiente y de calidad y vela por los mecanismos de protección de los derechos de los inversionistas.
Preserva la integridad del mercado, la funcionalidad de los sistemas transaccionales y de registro, así como la eficiencia en los mecanismos de formación de precios y de compensación y liquidación de operaciones. Para el cabal cumplimiento de esta función, la ley le asignó facultades para ordenar la suspensión de actividades, ordenar la cancelación de su inscripción en bolsa, imponer multas, intervenir administrativamente por violación de las leyes o reglamentos, sus estatutos o los de la bolsa, o cuando dejen de cumplir las decisiones o instrucciones impartidas por la propia Superintendencia. La Autorreguladora del Mercado de Valores AMV es una entidad de carácter privado sin ánimo de lucro, de carácter nacional regida la ley 964 de 2005 y normas que la desarrollan y por sus estatutos y reglamentos. 
Esta entidad establece los mecanismos mediante los cuales los agentes del mercado de valores procuran elevar los estándares profesionales y velar por un mercado íntegro y transparente donde exista libre formación de precios y condiciones adecuadas de seguridad para los inversionistas y para el público en general, estableciendo unas reglas de juego claras, cuyo incumplimiento tiene repercusiones de distinta índole y en donde no interviene el Estado. Esta entidad fue autorizada por la Superintendencia Financiera para adelantar sus labores como organismo de autorregulación en los términos de la ley 964 de 2005 y el decreto 1565 de 2006, mediante la expedición de la Resolución número 1171 del 7 de julio de 2006. Desde 2006 la Bolsa de Valores de Colombia, no tiene funciones de regulación o vigilancia, ordenado así por la ley 964 de 2005, funciones que fueron entregadas en su totalidad Autoregulador del Mercado de Valores con el fin de minimizar el riesgo de conflicto de interés.

## Índices de la Bolsa de Valores de Colombia
Actualmente, la Bolsa de Valores de Colombia cuenta con un índice líder, el Colcap, y una familia de índices de Renta Variable que se desprenden del Coleqty, como Colsc y Colir. El Colcap refleja las variaciones de los precios de las 20 acciones más líquidas de la BVC. El Coleqty está compuesto por las 40 acciones más líquidas y más transadas en la BVC.Por su parte, el Colsc contiene las 15 acciones del Coleqty con menor capitalización bursátil.El Colir refleja a las acciones de empresas del Colqty que cuenta con el reconocimiento de emisor IR por asumir el compromiso de tener mejor relaciones con sus inversionistas.
En renta fija el índice líder es el Coltes que provee una serie de referencias del mercado de deuda pública y se desarrolla, a partir de la moneda de emisión y el plazo de vencimiento de los títulos. Para el mercado monetario la BVC desarrolló el índice Colibr que representa la acumulación de los rendimientos diarios de la tasa IBR del mercado de dinero.

## Mayores emisores de la Bolsa
| Compañía             | Capitalización Bursátil (En millones de pesos) |
| -------------------- | ---------------------------------------------- |
| Ecopetrol            | 92,503,337                                     |
| Grupo Nutresa        | 49,895,389                                     |
| Bancolombia          | 41,586,329                                     |
| Grupo Energía Bogotá | 23,457,907                                     |
| Grupo ISA            | 19,628,052                                     |
| Grupo Argos          | 15,846,948                                     |
| Grupo Sura           | 14,033,005                                     |
| Cementos Argos       | 13,932,286                                     |
| Grupo Aval           | 13,258,075                                     |
| Grupo Bolívar        | 12,727,649                                     |
| Banco de Bogotá      | 10,131,760                                     |

## Creación del MILA
El Mercado Integrado Latinoamericano (MILA) reúne a la Bolsa de Valores de Colombia (BVC),la Bolsa de Valores de Lima (BVL), la Bolsa de Comercio de Santiago (BCS) y la Bolsa Mexicana de Valores (BMV). Esta iniciativa implica la creación de un actor regional. 
Si bien el MILA no implica la integración societaria ni operativa plena de las bolsas, y en una primera etapa solo cubrirá los mercados de renta variable, es una iniciativa de integración que permite dotar de mayor profundidad a las Bolsas de Colombia, Perú, Chile y México. El MILA empezó a ser operativo el 30 de mayo de 2011.